# Ithaca (pueblo)
Ithaca es un pueblo ubicado en el condado de Tompkins en el estado estadounidense de Nueva York. En el año 2000 tenía una población de 18,198 habitantes y una densidad poblacional de 35 personas por km².

## Demografía
Según la Oficina del Censo en 2000 los ingresos medios por hogar en la localidad eran de $45,281, y los ingresos medios por familia eran $68,346. Los hombres tenían unos ingresos medios de $49,592 frente a los $30,728 para las mujeres. La renta per cápita para la localidad era de $24,065. Alrededor del 13.2% de la población estaban por debajo del umbral de pobreza.